# Jason Schwartzman
Pour les articles homonymes, voir Schwartzman.
Jason Schwartzman est un acteur, scénariste, producteur et musicien américain, né le 26 juin 1980 à Los Angeles (Californie).
Il est surtout connu pour ses rôles dans les films Rushmore, J'adore Huckabees et Slackers. Il a été aussi coscénariste du film À bord du Darjeeling Limited de Wes Anderson.
Jason Schwartzman est également l'acteur principal de la série Bored to Death, dans laquelle il joue le rôle d'un écrivain étourdi qui prétend être détective privé.
Parallèlement à sa carrière d'acteur, Jason Schwartzman a été membre du groupe Phantom Planet et est depuis 2006 le leader de Coconut Records.

## Biographie
Jason Schwartzman est né le 26 juin 1980 à Los Angeles en Californie. Il est le fils de l'actrice américaine d'origine italienne Talia Shire et de Jack Schwartzman, producteur.
Il a décrit son ascendance comme étant « mi-juive polonaise et mi-italienne ».
Il est le frère de Robert Carmine (leader du groupe Rooney), le petit-fils de Carmine Coppola, le neveu de Francis Ford Coppola et enfin le cousin de Sofia Coppola, de Roman Coppola et de Nicolas Cage.

### Carrière
En 1998, il incarne le personnage de Max Fisher dans le second film de Wes Anderson, Rushmore, qui est très bien accueilli par la critique. Il joue ensuite dans le premier film de son cousin Roman Coppola : CQ puis dans Slackers de Dewey Nicks.
Après un petit rôle dans S1m0ne, il incarne un chômeur de 20 ans embarqué dans le milieu de la drogue dans Spun, film de Jonas Åkerlund.
En 2004, il est à l'affiche du film J'adore Huckabees de David O. Russell, dans lequel il tient le rôle principal aux côtés d'Isabelle Huppert et de Dustin Hoffman.
En 2005, il est à l'affiche de Ma sorcière bien-aimée, adaptation de la série télévisée, avant d'interpréter dans le film de sa cousine Sofia Coppola Marie-Antoinette le rôle de Louis XVI.
En 2008, il retrouve Adrien Brody et Owen Wilson dans la comédie de Wes Anderson, À bord du Darjeeling Limited, où trois frères partent en Inde effectuer un voyage initiatique.
En 2009, il est à l'affiche de Fantastic Mr. Fox, tiré du roman Fantastique Maître Renard de Roald Dahl. La même année, on le retrouve jouant le rôle d'un écrivain en manque d'inspiration qui se fait passer pour un détective privé afin de stimuler son imagination dans la série Bored to Death.
En 2010, il est dans la publicité de l'application du magazine The New Yorker pour l'Ipad d'Apple.
En 2024, il obtient le rôle de Jason Zanderz dans le nouveau film de son oncle : Megalopolis.

### Musique
Jason Schwartzman commence à jouer de la batterie dès 14 ans et forme le groupe Phantom Planet. Bien qu'il ait quitté le groupe, il compose toujours la musique de quelques films. Il apparaît également dans le clip vidéo du remix rock It's all about the Benjamins de Puff Daddy.
En 2005, il a également contribué à l'album de Ben Lee Awake Is The New Sleep.
En 2006, il crée le groupe Coconut Records (sous son label Young Baby Records) un projet musical rock indépendant. Son premier album Nighttiming a été produit par Mike Einziger du groupe Incubus, album sur lequel se trouvent les titres West Coast, Nighttiming et This Old Machine. La photo de la couverture a été faite par Roman Coppola.[réf. souhaitée] L'album est d'abord sorti sur iTunes le 20 mars 2007.
En 2009, le second opus paraît également sur iTunes dont le premier single s'intitule Microphone et l'album Davy.
Il a également participé à la bande-originale du film Funny People et chante le générique de la série Bored to Death.

## Filmographie

### Acteur

#### Longs métrages
- 1998 : Rushmore de Wes Anderson : Max Fischer
- 2001 : CQ de Roman Coppola : Felix DeMarco
- 2002 : Slackers de Dewey Nicks : Ethan Dulles
- 2002 : Spun de Jonas Åkerlund : Ross
- 2002 : Simone d'Andrew Niccol : Milton
- 2003 : Just Like Mona de Joe Pantoliano
- 2004 : J'adore Huckabees de David O. Russell : Albert Markovski
- 2005 : H2G2 : Le Guide du voyageur galactique de Garth Jennings : Gag Halfrunt (non crédité)
- 2005 : Ma sorcière bien-aimée de Nora Ephron : Ritchie
- 2005 : Shopgirl d'Anand Tucker : Jeremy Kraft
- 2006 : Marie-Antoinette de Sofia Coppola : Louis XVI
- 2007 : À bord du Darjeeling Limited de Wes Anderson : Jack Whitman
- 2007 : Walk Hard: The Dewey Cox Story de Jake Kasdan : Ringo Starr (caméo)
- 2009 : Funny People de Judd Apatow : Mark
- 2009 : The Marc Pease Experience de Todd Louiso : Marc Pease
- 2010 : Scott Pilgrim (Scott Pilgrim vs. the World) d'Edgar Wright : Gideon Gordon Graves
- 2012 : Moonrise Kingdom de Wes Anderson : le cousin Ben
- 2013 : Dans la tête de Charles Swan III (A Glimpse Inside the Mind of Charles Swan III) de Roman Coppola : Kirby Star
- 2013 : Dans l'ombre de Mary (Saving Mr. Banks) de John Lee Hancock : Richard M. Sherman[5]
- 2014 : Listen Up Philip d'Alex Ross Perry : Philip Lewis Friedman
- 2014 : The Grand Budapest Hotel de Wes Anderson : M. Jean
- 2014 : Big Eyes de Tim Burton : Ruben
- 2014 : The Overnight de Patrick Brice : Kurt
- 2015 : A Very Murray Christmas de Sofia Coppola : Elliott
- 2017 : Golden Exits d'Alex Ross Perry : Buddy
- 2019 : Un week-end à Napa (Wine Country) d'Amy Poehler
- 2020 : Mainstream de Gia Coppola : Mark
- 2021 : The Sparks Brothers (documentaire) d'Edgar Wright : lui-même
- 2021 : The French Dispatch de Wes Anderson : Hermes Jones
- 2023 : Asteroid City de Wes Anderson : Augie Steenbeck / l'acteur de théâtre Jones Hall
- 2023 : Hunger Games : La Ballade du serpent et de l'oiseau chanteur (The Ballad of Songbirds and Snakes) de Francis Lawrence : Lucretius « Lucky » Flickerman
- 2024 : Carla et moi (Between the Temples) de Nathan Silver : Ben Gottlieb
- 2024 : Megalopolis de Francis Ford Coppola : Jason Zanderz
- 2024 : Queer de Luca Guadagnino : Joe Guidry
- 2024 : The Last Showgirl de Gia Coppola : le réalisateur
- 2025 : Mountainhead de Jesse Armstrong
- 2026 : Artificial de Luca Guadagnino
- TBA : The Thing That Hurts d'Arnaud Desplechin

#### Courts métrages
- 2001 : Odessa or Bust de Brian Herskowitz : le jeune garçon
- 2001 : Julius and Friends: Hole in One : Julius
- 2002 : Julius and Friends: Yeti, Set, Go : Julius
- 2007 : Hôtel Chevalier de Wes Anderson : Jack Whitman
- 2010 : Scott Pilgrim vs. the Animation : Simon Lee (court métrage d'animation - voix originale)
- 2011 : Fight for Your Right Revisited : Vincent Van Gogh
- 2012 : Cousin Ben Troop Screening with Jason Schwartzman : le cousin Ben
- 2013 : Castello Cavalcanti de Wes Anderson : Jed Cavalcanti

#### Films d'animation
- 2009 : Fantastic Mr. Fox de Wes Anderson : Ash (voix originale)

- 2015 : Les Trolls d'Anand Tucker : Masklin[5] (voix originale) [5]
- 2019 : Klaus de Sergio Pablos : Jesper (voix originale)
- 2023 : Spider-Man: Across the Spider-Verse de Joaquim Dos Santos, Kemp Powers et Justin K. Thompson : Dr. Jonathan Ohnn / La Tache (voix)

#### Télévision
- 2000 : Freaks and Geeks : Howie Gelfand (1 épisode)
- 2004-2006 : Cracking Up : Ben Baxter (7 épisodes)
- 2009-2011 : Bored to Death : Jonathan Ames (24 épisodes)
- 2011 : 1, rue Sésame : Super Chef (1 épisode)
- 2013 : Parks and Recreation : Dennis Lerpiss (1 épisode)
- 2014-2018 : Mozart in the jungle : Bradford Sharpe (récurrent)
- 2020 : Fargo (saison 4): Josto Fadda (11 épisodes)

#### Séries d'animation
- 2005 : The X's : Brandon (voix originale - 1 épisode)
- 2013 : Out There : Benjamin (voix originale - 1 épisode)
- 2023 : Scott Pilgrim prend son envol : Gordon "Gideon Graves" Goose[5]

### Producteur

#### Cinéma
- 2024 : Between the Temples de Nathan Silver

#### Télévision
- 2014-2018 : Mozart in the Jungle

### Scénariste

#### Cinéma
- 2007 : À bord du Darjeeling Limited (The Darjeeling Limited) de Wes Anderson
- 2018 : L'Île aux chiens (Isle of Dogs) de Wes Anderson
- 2021 : The French Dispatch de Wes Anderson

#### Télévision
- 2014-2018 : Mozart in the Jungle

## Distinctions

### Récompenses
- Prix Lone Star Film et Television 1999 du meilleur acteur dans Rushmore
- Prix YoungStar 1999 de la meilleure performance d'un jeune acteur pour son rôle dans Rushmore

### Nominations
- Le prix de la Chicago Film Critics Association 1999 pour l'acteur le plus prometteur (pour Rushmore)

## Voix francophones
En France, Jean-Christophe Dollé et Damien Boisseau sont les voix régulières en alternance de Jason Schwartzman. Alexis Tomassian et Jérémy Prévost l'ont également doublé à cinq reprises.